# Eerste River
Eerste River (Eersterivier en afrikaans, signifie première rivière) est un faubourg de la ville du Cap en Afrique du Sud.

## Localisation
Eerste River est situé à 45 km de la ville du Cap, à l'est des Cape Flats, au nord de la N 2.

## Quartiers
Le faubourg de Eerste River se divise en 13 secteurs : Beverley Park, Clairwood, Devon Park, Devon Park Village, Electric City, Forest Village, Heather Park, High Places, Houghton, Russel's Rest, Sillwood Heights, Stratford Green et The Wines.

## Démographie
Selon le recensement de 2011, Eerste River compte 39 237 habitants, essentiellement issus de la communauté Coloured (81,73 %). Les noirs représentent 16,01 % des habitants et les blancs environ 0,23 % des résidents.
Les langues maternelles dominantes sont l'afrikaans (73,88 %) suivi de l'anglais sud-africain (12,88 %).

## Historique
Delft, Blackheath, Wesbank et Brentwood Park onrt été des quartiers de Eerste River avant d'en être dissocié et de former leurs propres municipalités.

## Politique
Les quartiers de Eerste River se partagent entre le 21e arrondissement (sub council 21) et le 22e arrondissement du Cap (sub council 22). Ils se partagent également entre 3 circonscriptions municipales : 
- la circonscription municipale no 14 (Loucharmante - Zevendal - Zevenwacht - Zevenwacht Country Estate - Zevenwacht Farm Village - Zevenwacht Mall - Zevenwacht Retirement Village - Saxenburg Park 2 - Wimbledon Estate - Turtle Creek - Vredelust Kuils River - St.Dumas - Silveroaks - Welmoed Cemetery - Penhill - Stellenbosch Farms (Bluedowns) - Stellenbosch (Kuilsrivier) - Saxenburg Park 1 - Rustdal - Lillydale - Eensgevonden - Jacarandas - Eikenbosch - Klein Zevenwacht - Hunters Creek - Hunters Retreat - Greenfield - Austinville - Happy Valley - Benno Park - Kuils River Sports Grounds - Amandelsig au sud de Pou Street, à l'est de Uil Street et au nord-est de Kiewiet Road - Blue Downs CBD au sud-ouest de Buttskop Road, au nord-ouest de Albert Philander Way et eersriv Way et au nord-est de Hindle Road - Gaylee - Jacobsdal Smallholdings - Dennemere - Kleinvlei Town - De Wijnlanden Estate - Eersterivier au sud-ouest de Eersterivier Industria, au nord-ouest de Krause Street, au nord-est de Francoline, Egret, Bernadine, Arlene, Norman et Van Riebeeck Street - Blackheath Industria - Eersterivier Industria - Kloofzicht - Deo Gracia ) dont le conseiller municipal est Bert Van Dalen (DA).
- la circonscription municipale no 16 (Dreamworld - Driftsands au sud de Old Faure Road et Mfuleni build-up, au sud-ouest de Eersterivier Way/Spine Road, Faure et Dreamworld build-up, au nord-est de la  N2 - Eersteriver south - Eersterivier au sud-est de Forest Drive, au sud-ouest de Francoline, Egret, Bernadine, Arlene, Norman, Beverley et Van Riebeeck Street, au nord-ouest de Stratford Avenue - Electric City - Faure - Forest Village - Mfuleni) dont le conseiller municipal est Gordon Thomas (DA)[2].
- la circonscription municipale no 17 (Eersteriver - Forest Heights - Greenfields - Hillcrest Heights - Kleinvlei Town - Malibu Village - Rosedale - The Conifers - Tuscany Glen - Welmoed Cemetery) dont le conseiller municipal est Wilma Brady (DA)[3].